# Elecciones presidenciales de Filipinas de 1941
Las elecciones presidenciales de Filipinas de 1941 se celebraron el 11 de noviembre. Manuel L. Quezón, presidente incumbente, y su compañero de fórmula, Sergio Osmeña, se presentaron a la reelección, obteniendo un histórico triunfo de más del 80% de los votos. Hasta la actualidad, ningún presidente ni vicepresidente democrático de Filipinas ha igualado tales cifras. Sin embargo, tan solo dos meses después de las elecciones, el Imperio del Japón invadió Filipinas en el marco de la Segunda Guerra Mundial, deponiendo al gobierno constitucional e instaurando el régimen títere de la Segunda República Filipina. Quezón, que fue el presidente de Filipinas internacionalmente reconocido y que dirigió el gobierno en el exilio, no vivió para retornar a su país, ya que murió en 1944 y Sergio Osmeña lo sucedió como presidente constitucional, permaneciendo en el cargo hasta la derrota japonesa en 1945 y la transición hacia la independencia total en 1946.

## Resultados

### Presidenciales
| Candidato | Candidato        | Partido              | Votos     | %      |
| --------- | ---------------- | -------------------- | --------- | ------ |
|           | Manuel L. Quezón | Partido Nacionalista | 1.340.320 | 81.78% |
|           | Juan Sumulong    | Frente Popular       | 298.608   | 18.22% |
|           |                  |                      |           |        |
| Total     | Total            | Total                | 1.638.928 | 100%   |
|           |                  |                      |           |        |

### Vicepresidenciales
| Candidato | Candidato     | Partido              | Votos     | %      |
| --------- | ------------- | -------------------- | --------- | ------ |
|           | Sergio Osmeña | Partido Nacionalista | 1.445.897 | 92.10% |
|           | Emilio Javier | Frente Popular       | 124.035   | 7.90%  |
|           |               |                      |           |        |
| Total     | Total         | Total                | 1.638.928 | 100%   |
|           |               |                      |           |        |